# Chionaema obliquilineata
Chionaema obliquilineata là một loài bướm đêm thuộc phân họ Arctiinae, họ Erebidae.